# Втори обединен фронт
Вторият обединен фронт е насочен срещу Япония съюз между Гоминдана и Китайската комунистическа партия, довел до прекъсване в Гражданската война в Китай между 1937 и 1941 година.
Фронтът е създаден след Сианския инцидент в края на 1936 година, когато водачът на Североизточната армия Джан Сюелян отвлича лидера на Гоминдана Чан Кайшъ, за да го принуди към отстъпки към комунистите, които да дадат възможност за обща китайска съпротива срещу Япония в започналата малко по-късно Втора китайско-японска война. В резултат на това въоръжените сили на комунистите номинално са включени в армията на Република Китай, а значителни територии в Северен Китай са фактически предадени на Китайската комунистическа партия.
През следващите години двете страни продължават съперничеството си, най-вече с усилията на комунистите да поставят под свой контрол всички партизански групи, воюващи в тила на японците. Отношенията между комунистите и правителството стигат до открит разрив с Инцидента с Нова четвърта армия през януари 1941 година, след което гражданската война е подновена.